# Лоуренс, Лиам
Лиам Лоуренс (англ. Liam Lawrence; 14 декабря 1981, Ретфорд, Англия) — ирландский футболист, Играл на позиции полузащитника. Выступал за сборную Ирландии.

## Клубная карьера
Дебютировал во взрослом футболе в составе «Мэнсфилда», где стал одним из ведущих игроков и был замечен «Сандерлендом». В сезоне 2004/05 отличился 6 раз в 32 встречах и помог команде пробиться в Премьер-Лигу. По окончании сезона 2005/06, по итогам которого команда набрала всего 15 очков и вернулась в Чемпионшип Лоуренс, подписал новый контракт с клубом, но в ноябре отправился в аренду в «Сток Сити», с которым продолжил сотрудничество на постоянной основе. В сезоне 2007/08 отличился 15 раз, как и его партнёр по атаке Рикардо Фуллер, что позволило «Стоку» подняться в Премьер-лигу. Лоуренс был удостоен звания лучшего игрока сезона как в своей команде, так и в турнире.
С июля 2014 года выступает за «Шрусбери Таун».

## Карьера в сборной
Дебютировал в сборной Ирландии в 2009, в товарищеском матче против Нигерии. Отличился забитыми мячами в ворота ЮАР и Парагвая.